# Francique rhénan
Pour les articles homonymes, voir Francique.
Le francique rhénan (en allemand : Rheinfränkisch ) est un continuum de dialectes moyen-allemands occidentaux pratiqués en Allemagne, dans les länder de Hesse, Rhénanie-Palatinat et Sarre ; ainsi qu'en France, dans le nord-est de la Lorraine et en Alsace bossue. Il est également parlé en Amérique du Nord par les Pennsylvania Dutchs.

## Distribution
Le francique rhénan est usité :
- en France :
  - en Lorraine (francique rhénan lorrain) :
    - dans le bassin houiller lorrain (Forbach, Saint-Avold, Freyming-Merlebach, Creutzwald, L'Hôpital, Carling),
    - dans la vallée de la Sarre (Sarreguemines),
    - dans le pays de Bitche,
    - dans le pays de Sarrebourg,
    - dans l'ancien canton d'Albestroff,

  - en Alsace :
    - Alsace Bossue (région de Sarre-Union, Drulingen, La Petite-Pierre),
    - à Dambach et Obersteinbach ;
- en Allemagne :
  - Land de Sarre (sarrois) :
    - vallée de la Blies (Blieskastel, Hombourg, Neunkirchen),
    - arrondissement de Sarrebruck ;

  - Land de Rhénanie-Palatinat (palatin) linguistiquement francique palatin :
    - dans la majeure partie du Palatinat rhénan (Pirmasens, Ludwigshafen),
    - région de Mayence ;

  - en Hesse (hessois).

## Situation
Le francique rhénan fait partie des langues germaniques du moyen allemand occidental.
Il n'y a pas de lien phylétique direct avec le vieux-francique (la langue des Francs saliens et des Mérovingiens), car le vieux-francique relève du bas francique qui appartient au bas allemand. Le terme « francique » pour désigner divers dialectes allemands anciens et modernes très différents fait plutôt référence à l'influence historique ultérieure du royaume des Francs dans les régions concernées. Charlemagne avait pour langue maternelle une ancienne forme de francique rhénan de l'époque, et donc une langue du moyen allemand, et non plus le vieux bas francique des Mérovingiens, car sa lignée avait adopté la langue locale de la région où elle s'était établie.

## Linguistique

### Caractérisation
- Le francique rhénan se distingue de l'alémanique et de l'allemand standard par le fait qu'il n'a pas subi la mutation consonantique transformant le [p] en [pf] : 
  - Pour une « pomme » et une « livre », on dira « Appel » et « Pùnd » et non « Apfel » et « Pfund ».
- Il a cependant comme son voisin alémanique transformé la finale [p] en [f] par exemple dans le mot « ùff » contrairement au francique luxembourgeois « op » signifiant « sur ».
- Le francique rhénan se distingue du francique mosellan par le fait que ce dernier n'a pas subi la mutation consonantique transformant le [t] en [s] à la fin des mots : en francique rhénan, l'interrogatif « que » se dit « was » alors qu'en francique mosellan on dit « wat ».
- Il faut différencier la classification purement linguistique et l'intercompréhension entre les diverses variantes du francique (avec le francique mosellan ou le francique luxembourgeois). Celle-ci n'est pas forcément fonction des différences entre les mutations consonantiques. Elle dépend aussi de la prononciation des voyelles qui ne suit pas du tout les mêmes lignes. La diphtongaison « mein » au lieu de « min », par exemple, touche le secteur nord du francique rhénan où elle est arrivée en remontant des affluents du Rhin, mais elle n'a pas atteint les secteurs proches de l'Alsace.

### Dialectes
- hessois en Hesse (Allemagne) ;

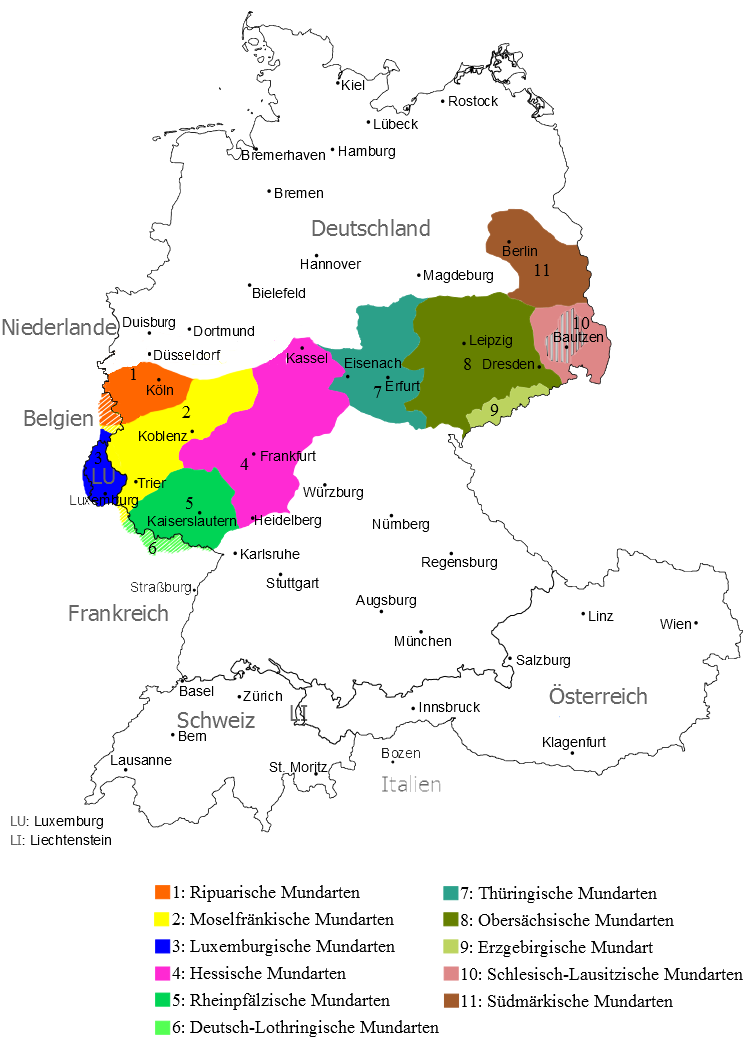
Carte (en allemand) des différents dialectes de type moyen-allemand ; le francique rhénan correspond aux numéros 4 (hessois), 5 (palatin) et 6 (lorrain).

- palatin en Rhénanie-Palatinat (Allemagne) ;
- sarrois[1] en Sarre (Allemagne) ;
- francique rhénan lorrain (France).

Une autre classification divise le francique rhénan en 
francique rhénan de Lorraine, francique rhénan méridional, palatin du Nord, palatin de l'Ouest, ostpfälzisch, hessois méridional et saarbrückisch.